# Giuseppe Donnaloia

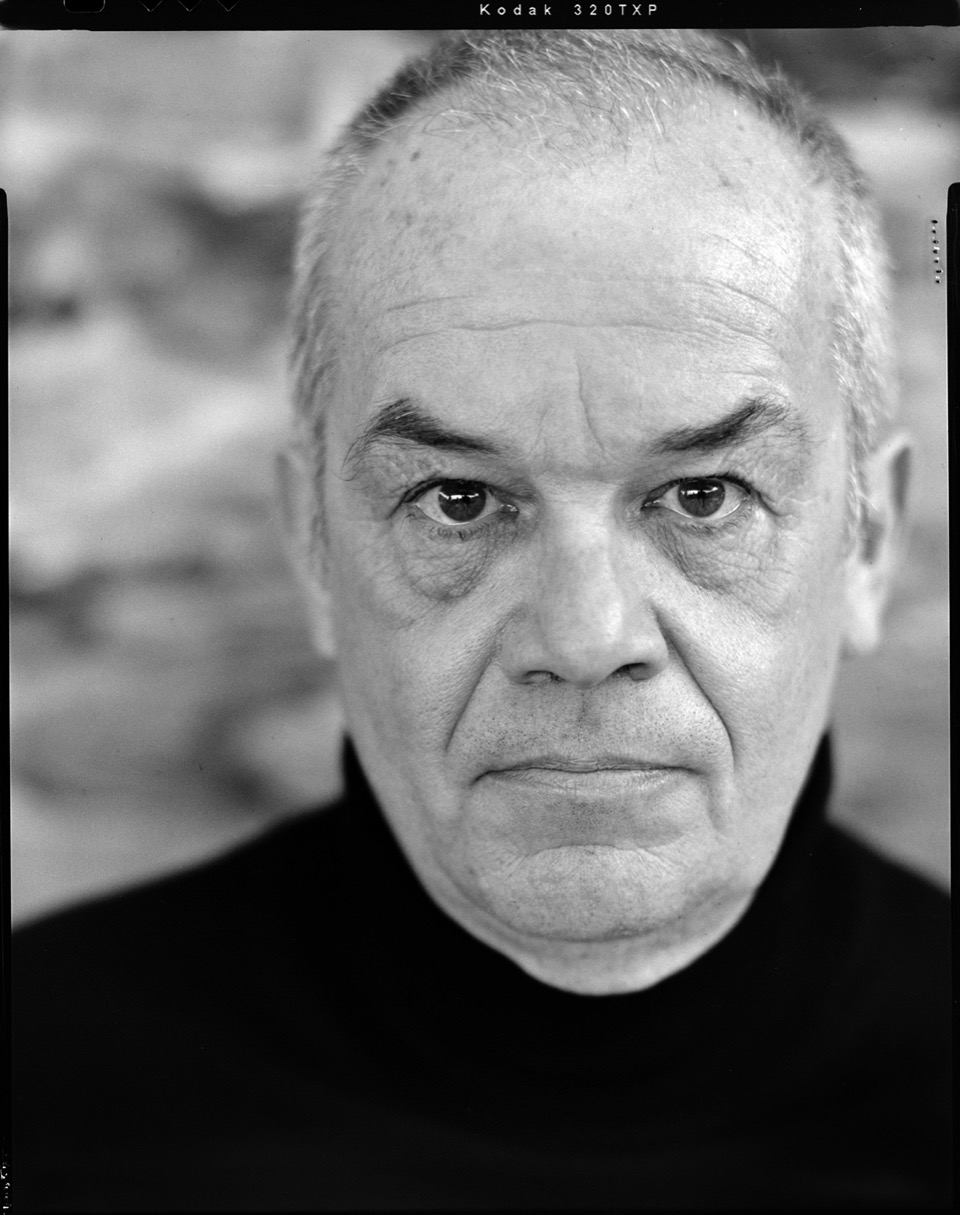
Giuseppe Pino Donnaloia (2025)

Giuseppe „Pino“ Donnaloia (* 5. Februar 1967 in Duisburg) ist ein italienischer Maler, Grafiker, Kunstgießer, Steinbildhauer, Restaurator und Dozent. Er ist der Entwickler des von ihm so genannten „Sektionismus“ in der Malerei, einer Farb- und Kompositionsformel, die auf mathematischen Berechnungen beruht. Er lebt und arbeitet in Düsseldorf und Calci in der Toskana. Seit 2022 lehrt er Bildhauerei an der Accademia di Belle Arti di Lecce in Apulien.

## Leben
Giuseppe Donnaloia wurde als Sohn von Gastarbeitern aus Apulien in Duisburg geboren. Von 1981 bis 1983 besuchte er das künstlerische Gymnasium in Florenz und zog dann 1983 bis 1984 für ein erweitertes Kunststudium nach Monopoli in Apulien.
1985 ging er zurück zu seiner Familie nach Duisburg und arbeitete in Köln als Kunstgießer in der Kunstgießerei Luigi Lotito und als freier Kunstmaler. Innerhalb von vier Jahren machte er die deutsche Fachausbildung zum Steinmetz und Steinbildhauer. Er ist Gründungsmitglied der Produzenten-Galerie-68elf in Köln, aus der 2010 der gemeinnützige Kunstverein 68elf hervorging.
Nach der Zeit in Deutschland begann für Donnaloia 1992–1996 seine Umsiedlungsphase nach Italien und schließlich in die Toskana. In dieser Zeit entwickelte er eine eigene Farb- und Kompositionsformel für seine Malerei.
Während dieser Jahre war er bei Restaurierungsarbeiten bekannter deutscher und italienischer Kunst- und Baudenkmalen beteiligt. Jahre lange Erfahrungen als Restaurator für Werke von Federighi, Vecchietta, Raffael, Donatello oder Nicola und Giovanni Pisano ermöglichte ihm das praktische Studium der alten Meister, direkt an deren Arbeiten.
2005 begann er ein Studium bei Markus Lüpertz an der Kunstakademie Bad Reichenhall. Ab 2009 studierte er bei Omar Galliani an der Accademia di Belle Arti di Carrara.
Mit dem, von ihm selbst so genannten „Sektionismus“ führte er seine Malerei durch reine Farben, strenge Kontrastberechnungen und harte Zeichnung der Komposition zu ausgewogenen, stilsicheren Gemälden. Themen, Farben, Techniken und Kompositionen sind akribisch und mittels einer mathematischen Formel ausgearbeitet. Ausgehend von einem Detail entstehen große Werke nach klaren Regeln. Sein Œuvre zeigt Landschaften, menschliche und tierische Silhouetten und Knochen. Donnaloia mischt Wahrnehmung mit Phantasie und Naturalismus mit Abstraktion.
2010 gründete Donnaloia die „Accademia libera“ und beginnt hier seine Lehrtätigkeit mit transnationalen Lehrkräften um transnationale Künstler-Verbindungen und Kooperationen zu initiieren.
Im 26. Januar 2017 wurde die Installation We will call out your name für den Gedenktag der Opfer des Holocaust ausgesucht und im Marie-Elisabeth-Lüders-Haus des Deutschen Bundestages in Berlin präsentiert. We will call out your name basiert auf dem jüdischen Kaddisch-Gebet. Die Installation, bestehend aus 5 großen Gemälden und 400 handbemalten Skulpturen, wurde nach der Präsentation im Bundestag in der Villa Oppenheim in Berlin öffentlich ausgestellt.
Von Juni 2017 bis September 2017 wurde die Installation We will call out your name von der Stiftung Ragghianti in der Ausstellung Il passo sospeso Esplorazioni del Limite im Museum von der Kathedrale in Lucca ausgewählt und im Zusammenhang anderer zeitgenössischer Künstler sowie bei der ersten Biennale der Poesie in Piacenza ausgestellt.
2021 wurde Giuseppe Donnaloia in die Liste der Restauratoren des kulturellen Erbes für die Bereiche Stein, Mosaik und Derivate sowie dekorierte Oberflächen in der Architektur aufgenommen. 2022 folgte er einem Lehrauftrag als Professor an die Accademia di Belle Arti di Lecce und lehrt seither Techniken der Bildhauerei.

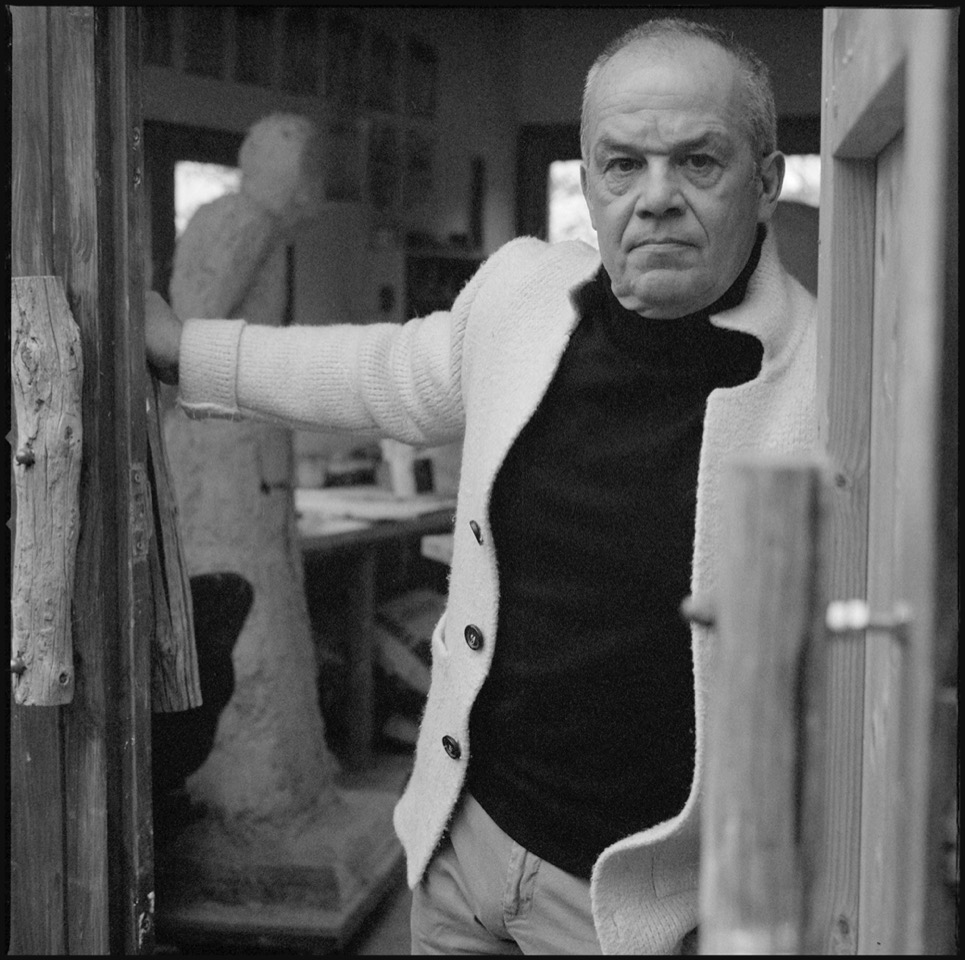
Studio Donnaloia, Toskana 2025
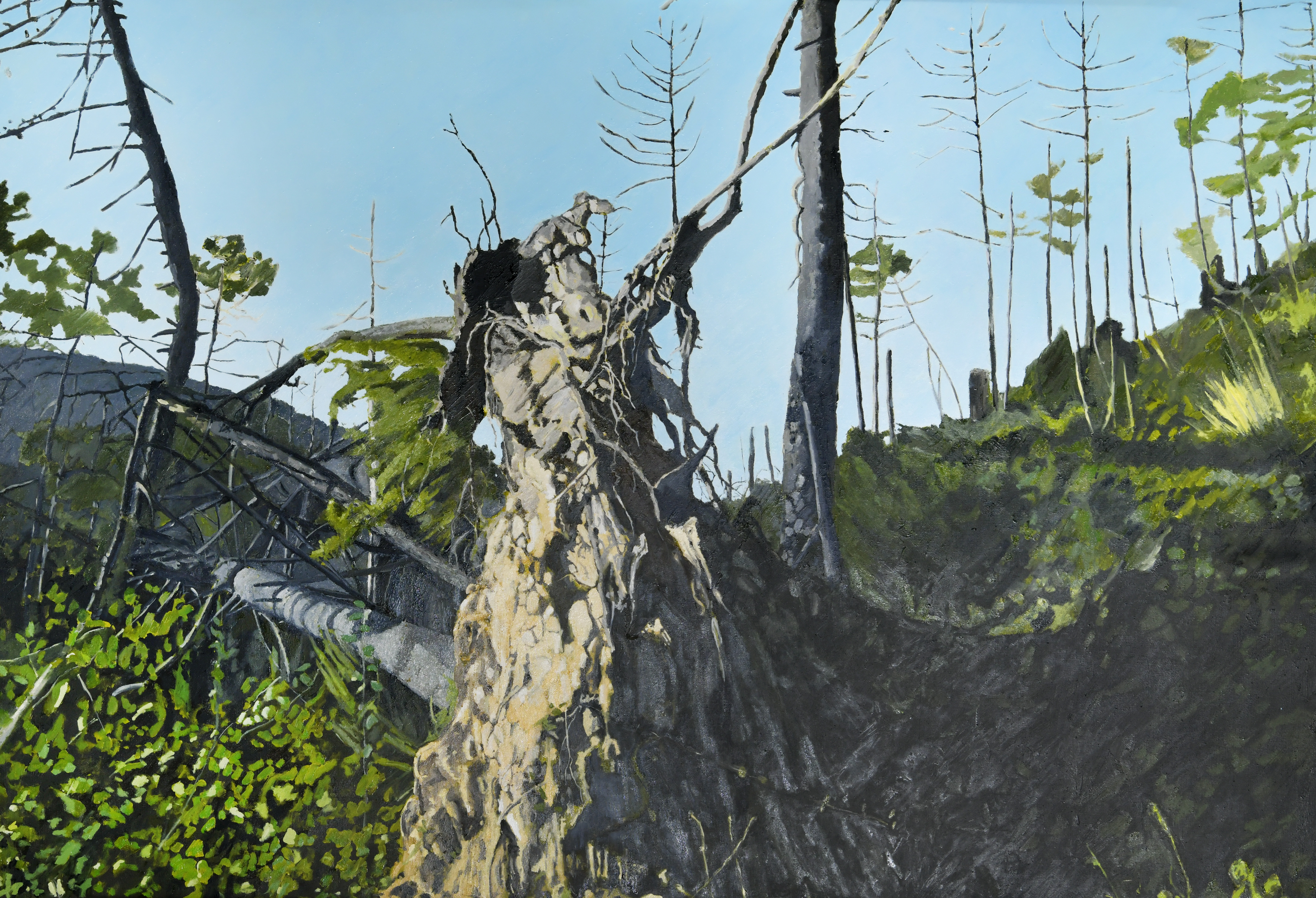
Giuseppe Donnaloia, Rigenerazione naturale 7, 200 × 300 cm, Öl auf Leinwand, 2023
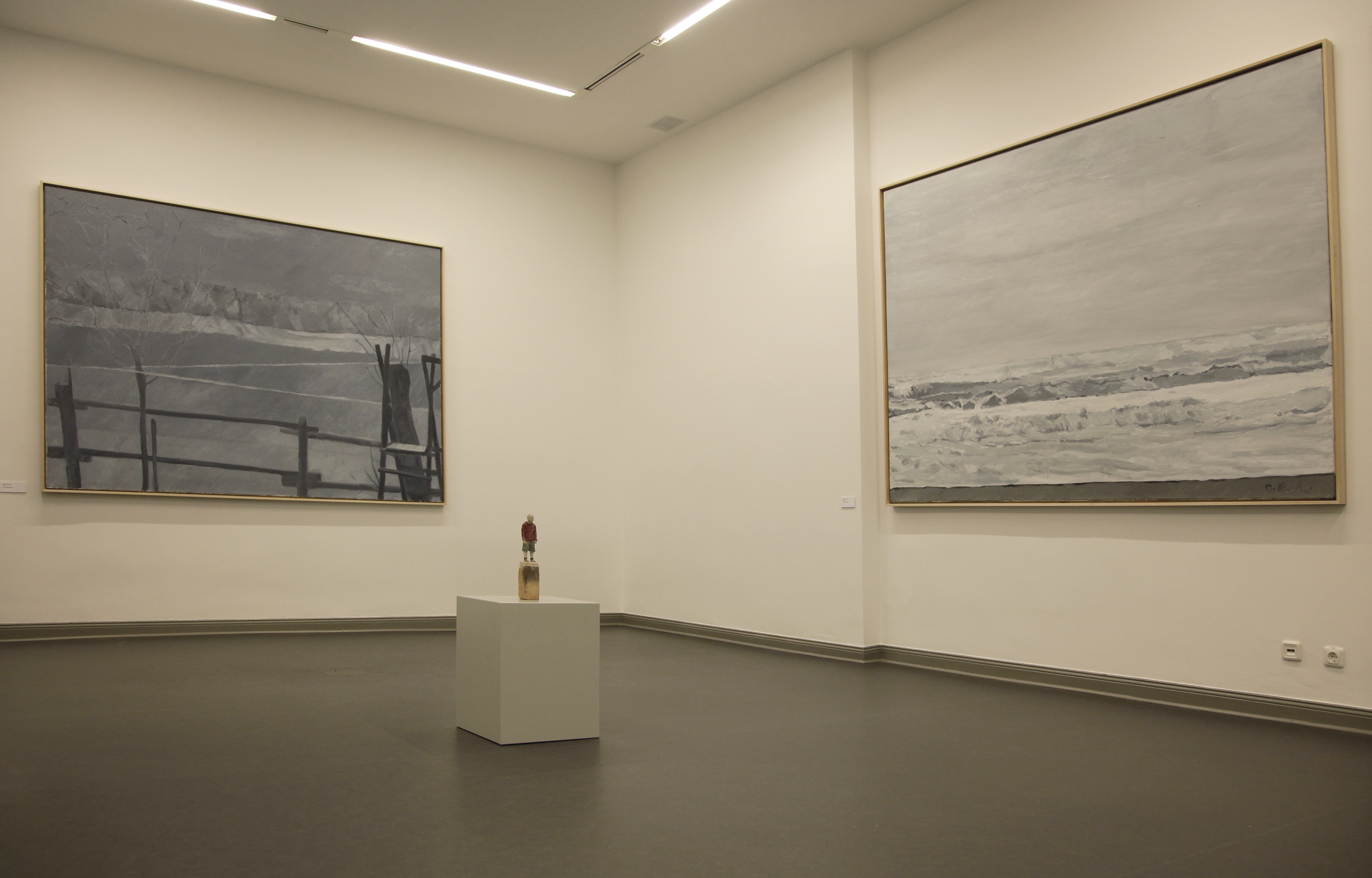
Mare, Teil der Installation We will call out your name in der Villa Oppenheim 2017
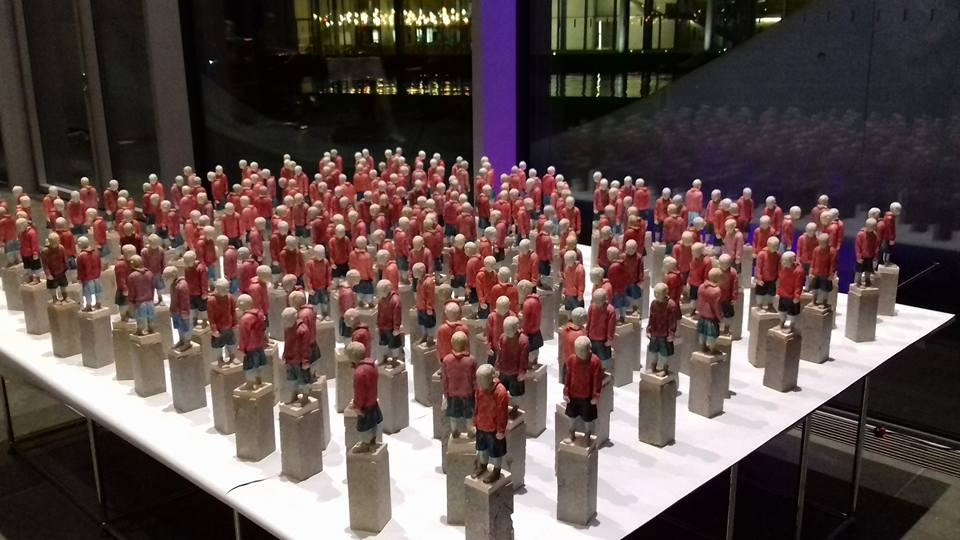
Skulpturengruppe aus der Installation We will call out your name im Deutschen Bundestag 2017
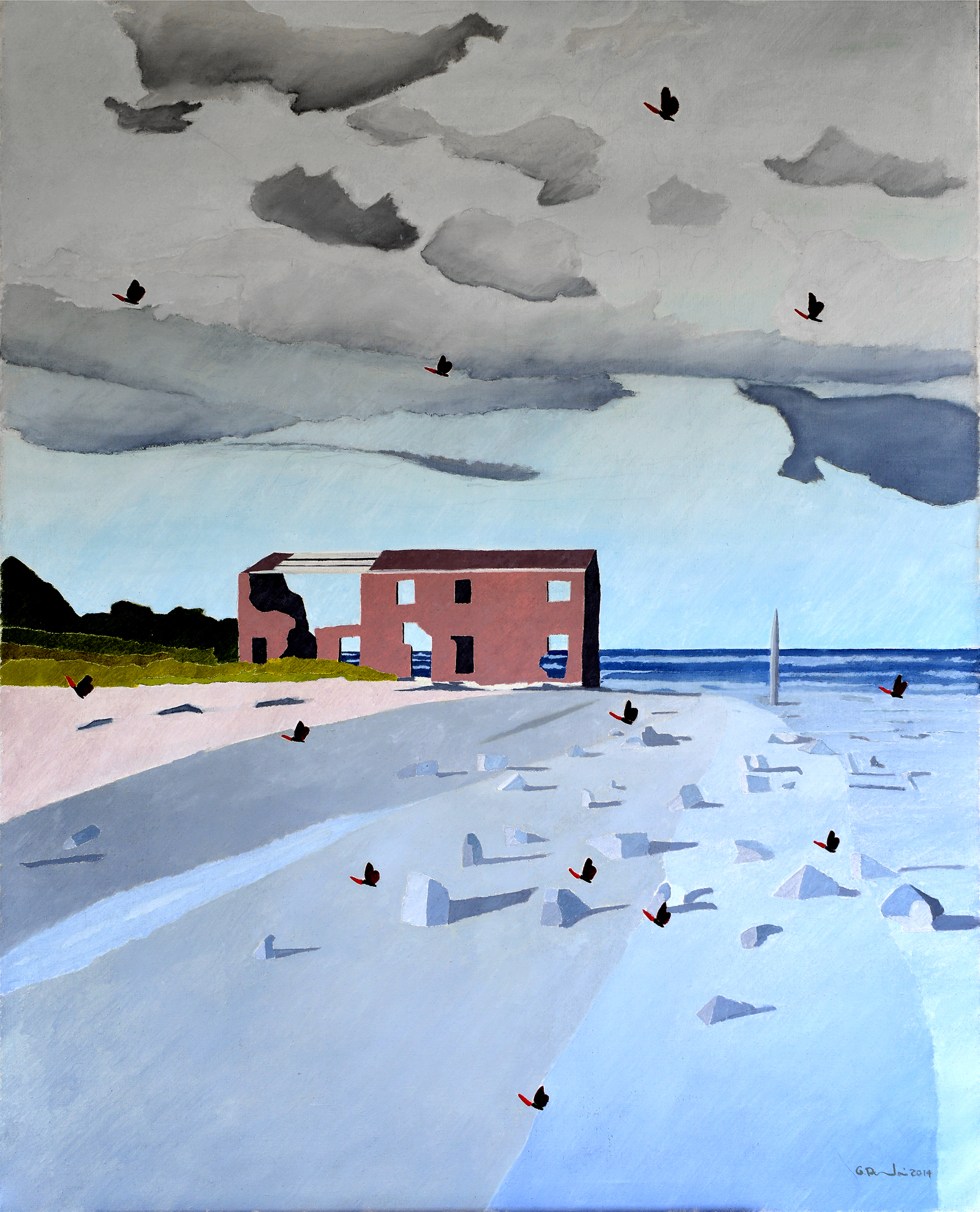
Libertà di parola, aus der Serie Libertà 2014 in Pietrasanta, l Volo Della Fenice / Der Flug Des Phoenix – Painting is viral
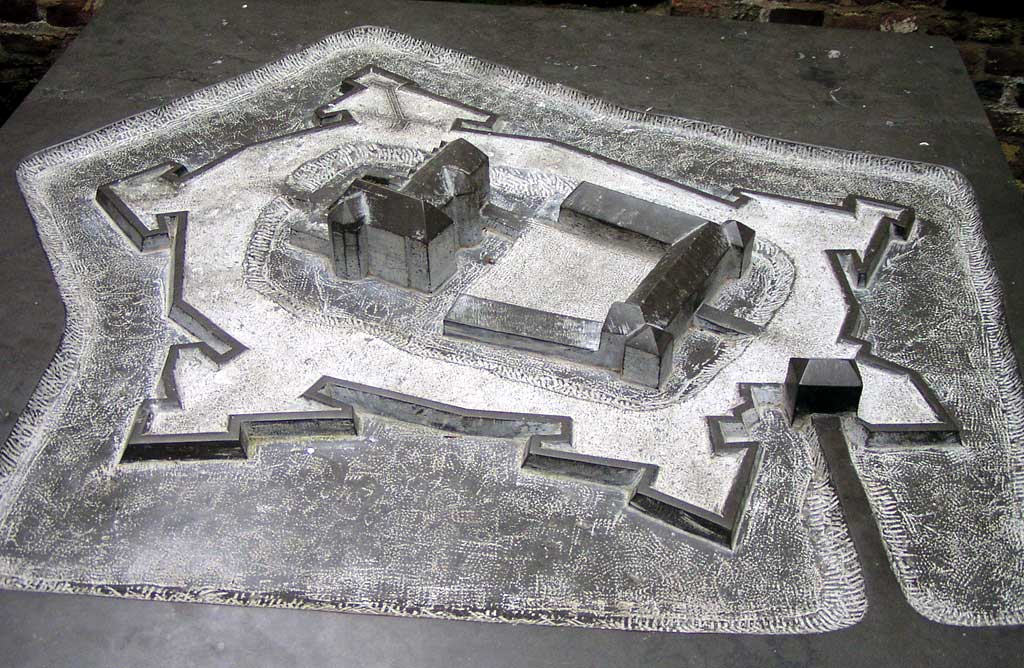
Modell des Museumsschloss Rheydt

## Ehrungen und Auszeichnungen
- 2008 Gewinner des Wettbewerbs zeitgenössischer Kunst MOVI Arte von Vigonza[14]
- 2008 Finalist für den Arte Laguna Prize 2008 in der Sektion Malerei[15]
- 2011 Combat prize Livorno für das Gemälde Settimo II[16][17]
- 2021 Aufnahme in die Liste der Restauratoren des kulturellen Erbes

## Ausstellungen

### Einzelausstellungen
- 2008 Schöne Aussicht kuratiert durch Michael Schulz (Katalog), Kunstkabinett Regensburg/D[18][19]
- 2012 Feuernacht, kuratiert durch Francesca Baboni e Stefano Taddei, mostra straordinaria con PREMIO COMBAT PRIZE sulla ARTE CREMONA, Cremona[20][21][22]
- 2012 Kunst in der Halle, Witten[23]
- 2016 Giuseppe Donnaloia – In dialogo col Realismo terminale, Piacenza[24]
- 2017 We call your name, Deutscher Bundestag, Berlin/D[25][26][27]
- 2017 We call your name, Villa Oppenheim, Berlin/D[27]
- 2017 Cycle Viaticum, kuratiert durch Emmanuelle Portier, Associazione Lè Mètre Carrè, Gare de Metz, Metz,/ F[28][29]
- 2018–19 Maestri „a rischio“, von Donnaloia restaurierte „Köpfe“ der Kathedrale von Siena, kuratiert von Roberto Bartalini und Alessandro Bagnol, Krypta des Complesso Monumentale del Duomo di Siena[30][31][32][33][34]

### Gruppenausstellungen
- 1990 Skulpturenpark Wuppervorsperre, Hückeswagen, Deutschland
- 2008 Premio Arte Laguna Artista finalista per pittura, Mogliano Veneto, Treviso / Italien[35]
- 2014 Il Volo della Fenice / Der Flug des Phoenix, kuratiert durch Alessandro Romanini, (Katalog), Pietrasanta/Italien[36][37][38][39]
- 2015 L’Acrobata sull’acqua, kuratiert durch Massimo Salvotti (Katalog), Piccolo Museo della Poesia di Piacenza e Palazzo Ducale di Lucca, Italien[40][41]
- 2015 Feuer und Flamme, Botanicum, München, Germania/D[42][43]
- 2015 Rakuna II, kuratiert durch Barbara Paul-Zittlau (Katalog), Ravensburg[44]
- 2016 Maestri milanesi a Gibellina, kuratiert durch Filippo Scimeca, Museo d'Arte contemporanea Ludovico Corrao[45], Gibellina/Italien
- 2017 Kunstausstellung der Dozenten der Kunstakademie, u. a. mit Markus Lüpertz, Arnim Tölke, Im Beginenhof, Kalkar[46][47]
- 2017 Skulpturenausstellung in Schloss Walderdorff, Galerie Andrea Madesta, Regensburg[48][49]
- 2017 Il passo sospeso / Esplorazioni del Limite, kuratiert durch Alessandro Romanini, Sulle Mura Frontiere D’Arte – Disseminazioni. L’Arte In Città, Fondazione Centro Studi sull’Arte Licia e Carlo a Lucca, Italien[50][51][52][53][54]
- 2019 „Das ganze Paket“ Michael Horbach Stiftung, Köln[55]

## Veröffentlichungen
- 2008: Vincitore del concorso d’arte contemporanea MO-VI arte 08, kuratiert durch Annamaria Sandoni Vigonza
- 2008: Premio ARTE LAGUNA artista finalista sezione pittura, Mogliano Veneto, Treviso
- 2011: Vincitore del premio COMBAT PRIZE sezione pittura, Livorno[56][21][57]
- 2017: Alessandro Romanini (Hrsg.): Il passo sospeso. Esplorazioni del limite, Catalogo della mostra a Lucca. Testi di Gilberto Bedini, Paolo Bolpagni, Giorgio Fogazzi, Alessandro Romanini.Edizioni Fondazione Ragghianti Studi sull’arte, Lucca 2017, ISBN 978-88-89324-41-7.
- Interview durch Pasquale Misuraca[58][59]

## Restaurierungen

### Deutschland ab 1991
- 1992: Restaurierung und Repliken der Statuen von St. Barbara und St. Bruno im Karthäuserkloster in Köln.
- 1993: Restaurierung und Repliken der Statuen „Der Bürger“ und „Die Verwaltung“ am historischen Rathaus in Mönchengladbach-Rheydt
- 1995: Bergung und Restaurierung eines römischen Mosaiks, dreier polychromer Renaissance-Kamine und die Erschaffung des Modells vom Museums-Schloss Rheydt
- 1996: Restaurierung der Statue der heiligen Anna in der Stadt Düren

### Italien ab 1996
- Repliken aus Polyesterharz für dreizehn Statuen einer Ädikula auf der Piazza dei Miracoli in Pisa
- Restaurierung und Replik der Basis des „Marzocco“ von Donatello, Piazza della Signoria für die Stadt Florenz
- Restaurierung, Repliken und Montage der drei Travertinsäulen mit dem Greif, St. Peter und dem Pferd von Giovanni Pisano auf dem Dom von Massa Marittima
- Restaurierung des Flachreliefs von Nicola Pisano am Denkmal-Brunnen „Fonti di Marina“ und von Steinartefakten im Stadtmuseum Piombino.
- Konservierende Restaurierung der Bilddekoration des achtzehnten Jahrhunderts von Giovanni Domenico Brugieri und Scorsini in der Kirche Santa Maria Corteorlandini und Realisierung der stratigraphischen Bemusterung der alten Chiesa di Santa Maria del Carmine in der Stadt Lucca[60]
- Konservierende Restaurierung von fünf Skulpturen in toskanischer Terrakotta aus dem 18. Jahrhundert n. Chr. im Erker über der Pforte des Camposanto Monumentale am Dom zu Pisa
- Restaurierung zweier Skulpturen „Wolf mit Romulus und Remus“ auf der Porta Romana von Siena und Realisierung der Replik einer mehrfarbigen Holzskulptur „Madonna mit Kind“ aus der Schule von Matteo Civitali.
- Herstellung von Abgüssen der Skulptur von San Vittore von Federighi und der Skulptur von San Pietro von Vecchietta in der Loggia della Mercanzia di Siena
- Konservierende Restaurierung von und zwei Marmorlöwen im Dom von Siena zwölf Steinköpfen, sechs Marmorbüsten der Kathedrale von Siena und Realisierung der Repliken für die Ausstellung von Marco Romani.[61][62][63][64]
- Skulpturaler Bau von fünfzehn Travertin-Säulen für den Kreuzgang des Museums für Sakrale Kunst in der Chiesa di San Pietro all'Orto in Massa Marittima.[65][66]
- Konservierende Restaurierung des Freskos der Höhle von Santa Lucia, Ostuni[67][68]
- Realisierung der archäologischen Route „Dai Castellari ai Castelli“ in Zignago[69]
- 2019 Nicola Pisano zugeschriebener Marmorkopf des Doms von Siena
- 2016–2022 Konservierungsmanagement, Rückgewinnung von wertvollem Material und konservative Restaurierung von Steinen und Mosaiken außerhalb und innerhalb der Kunstvilla „Villa Varnavides“, Österreich